# Wright-Halbinsel
Das Wright-Halbinsel ist eine Halbinsel an der Ostküste der Adelaide-Insel westlich des Grahamlands auf der Antarktischen Halbinsel. Sie trennt die Ryder Bay von der Stonehouse Bay.
Das UK Antarctic Place-Names Committee benannte sie 1971 nach Alan Frederick Wright (1934–2013), Geodät des British Antarctic Survey auf der Station des Survey auf der Adelaide-Insel von 1960 bis 1963.